# Zeleneč (okres Trnava)
Zeleneč (Hongaars:Szelincs) is een Slowaakse gemeente in de regio Trnava, en maakt deel uit van het district Trnava.
Zeleneč telt 2377 inwoners.

## Geboren
- Marek Ujlaky (1974), voetballer